# Annuario della Nobiltà italiana
Annuario della Nobiltà italiana (Annuaire de la noblesse italienne) est une publication périodique consacrée à la mise à jour du statut d'enregistrement des familles italiennes reconnues comme nobles ou notables (lignées possédant historiquement un blason et ayant une vita more nobilium) dans le royaume d'Italie et les anciens États italiens pré-unitaires.

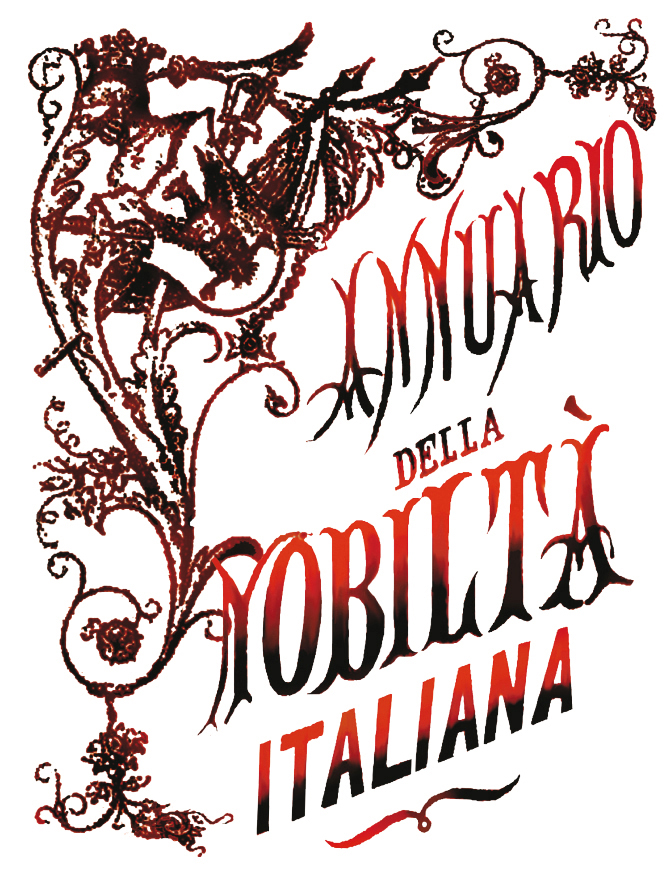
logo de la série «Annuario della Nobiltà italiana»

Il a été fondé à Pise en 1872 par Giovan Battista di Crollalanza (en) et publié dans cette ville en 1879 après sept ans de préparation. La mise en page typographique s'inspire de celle des éditions du XIXe siècle de l'Almanach de Gotha. Il a été publié par l'Académie italienne d'héraldique (Accademia Italiana di Araldica) en 27 éditions jusqu'en 1905: d'abord à Pise, puis à Bari et enfin à Mola di Bari. La première série a été éditée par Giovan Battista di Crollalanza, de 1878 à 1892, puis par son fils, Goffredo di Crollalanza, jusqu'en 1904 et, après la mort de Goffredo à Bari, par son demi-frère, Aldo di Crollalanza, jusqu'en 1905.

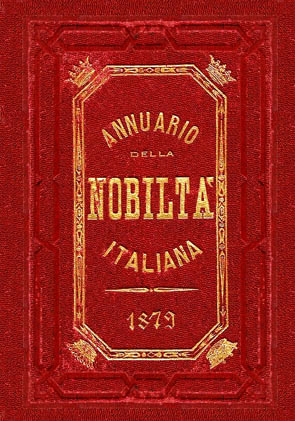
La couverture du premier numéro de l'Annuario della nobiltà italiana, première édition, Pise, 1879, par Giovan Battista di Crollalanza.

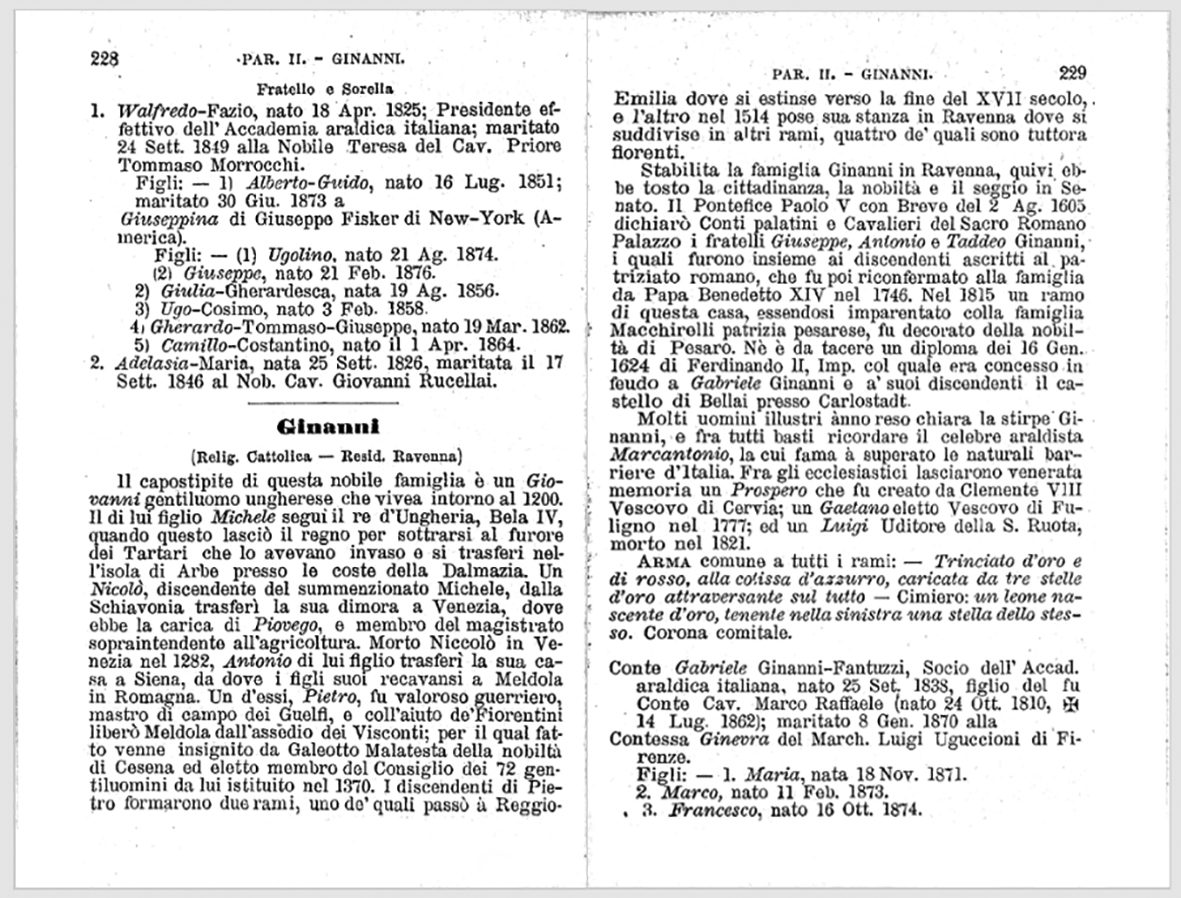
pages intérieures du premier numéro de l'Annuario della nobiltà italiana, 1ère édition, Pise, 1878, édité par Giovan Battista di Crollalanza

## Première série

### Subdivisions
La première série de l'«Annuaire de la noblesse italienne», publiée en 1879, est divisée en trois parties principales, chacune contenant les catégories suivantes:
1. Les familles royales souveraines et anciennes souveraines des États européens et du Brésil, ainsi que le Souverain Pontife;
2. Les familles définies comme aristocratiques par les éditeurs de l'Annuario eux-mêmes.

Outre des variations mineures dans les différentes éditions suivantes jusqu'à la 17e, à partir de l'édition de 1892 - lorsque Goffredo di Crollalanza a repris la direction de la revue - il a été décidé de clarifier certaines références historiques à certaines familles : Le rédacteur en chef lui-même, dans l'introduction de l'édition de cette année-là, s'est dissocié de certaines références historiques à des familles considérées comme nobles, publiées dans des articles ou des suppléments du «Giornale Araldico Genealogico Diplomatico Italiano », fondé par Giovan Battista di Crollalanza, car il estimait qu'elles ne répondaient plus aux critères de scientificité et de critique historique. À partir de la XXVIe édition de 1904, l'ouvrage est subdivisé comme suit:
1. Familles royales souveraines et anciennes souveraines des États européens et du Brésil et Souverain Pontife;
2. Quelques familles inscrites dans le registre officiel «Libro d'oro della nobiltà italiana» et dans les listes aristocratiques régionales officielles publiées à l'époque. Certaines familles non incluses dans les listes régionales déjà publiées sont supprimées sans référence aux éditions précédentes;
3. Les familles nobles italiennes résidant à l'étranger et détenant des titres des États pré-unification, et les familles nobles étrangères résidant en Italie.

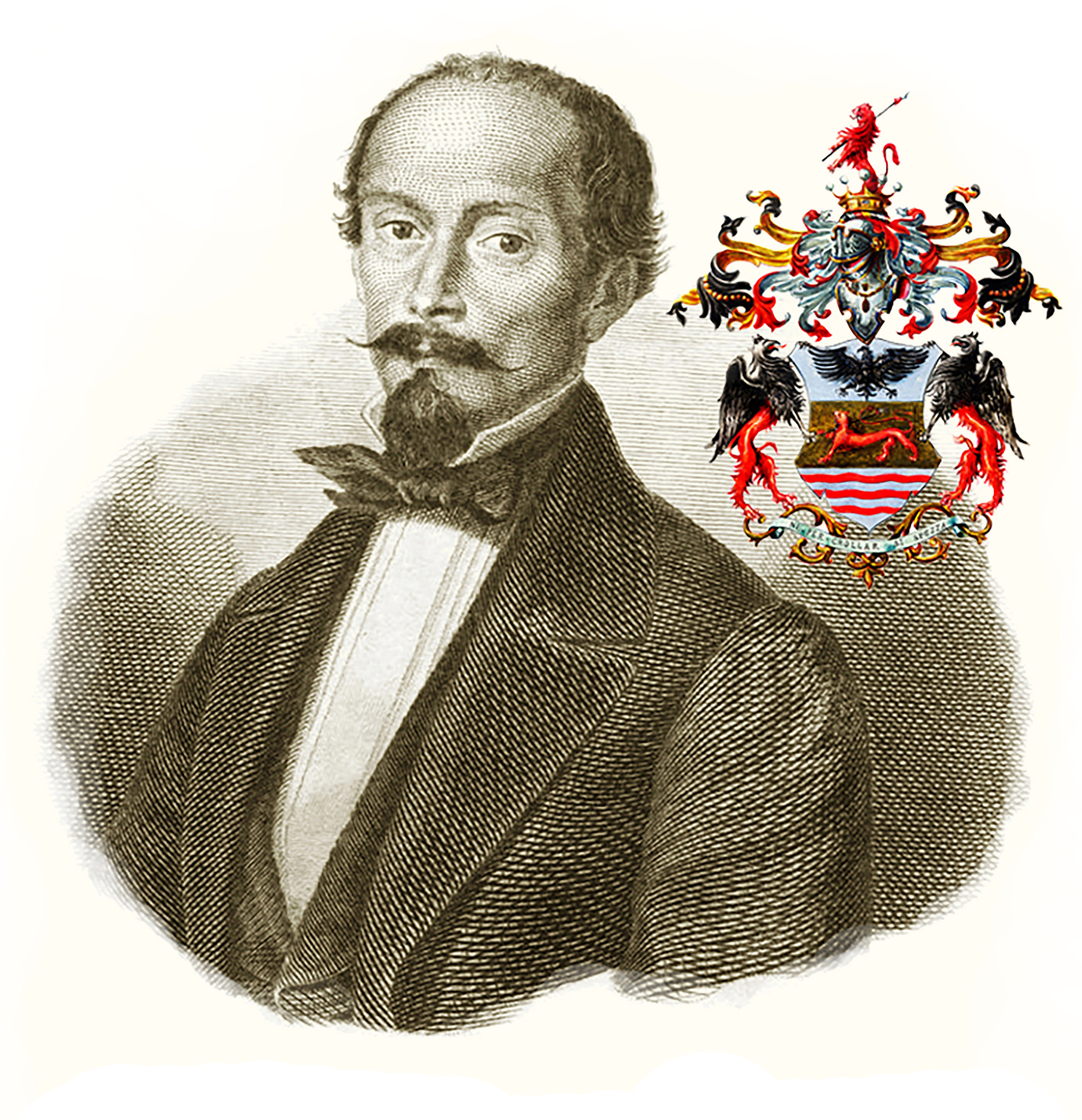
Giovan Battista di Crollalanza (1819-1892), fondateur de l'« Annuario » et premier directeur de 1878 à 1892.
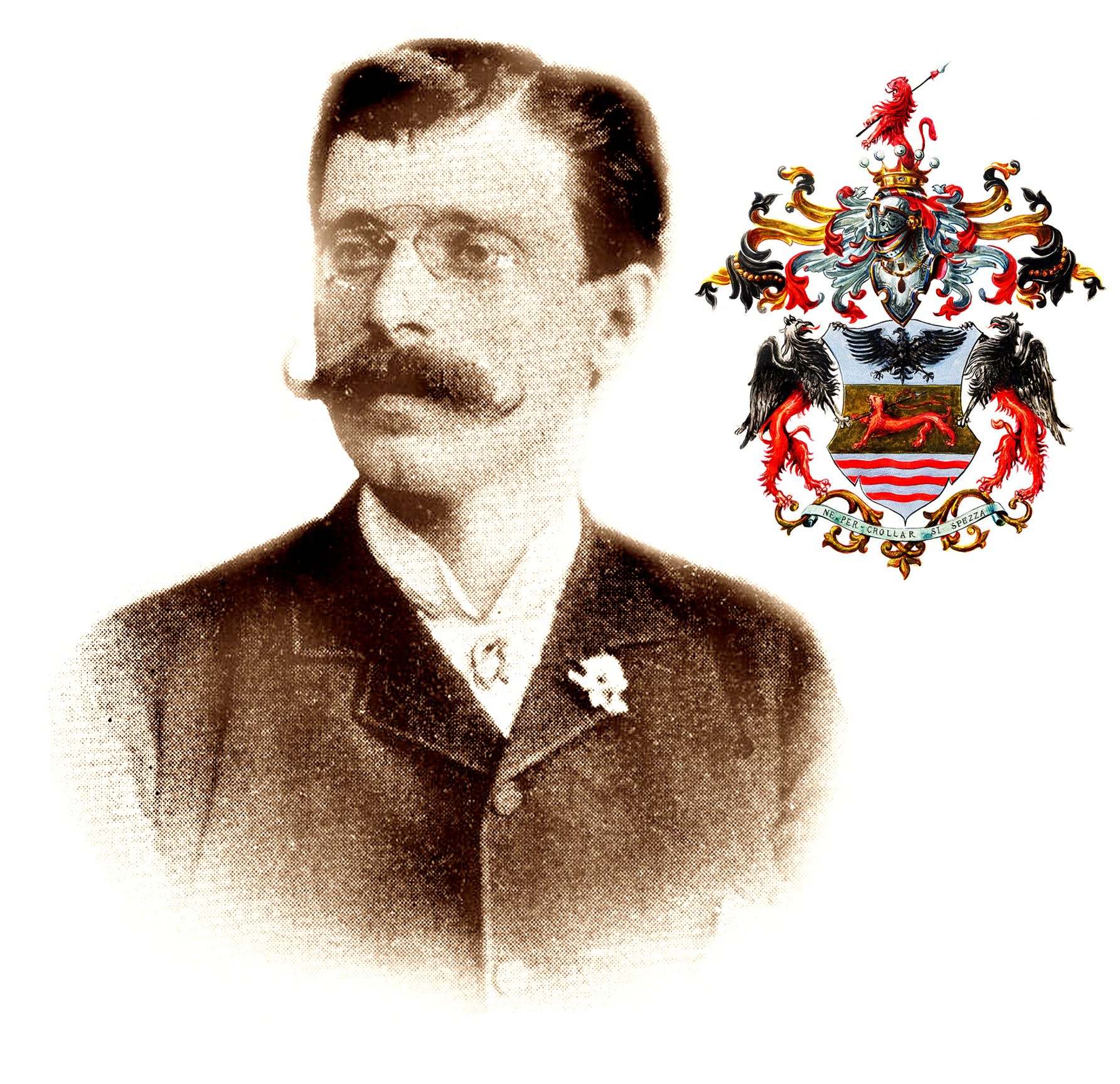
Goffredo di Crollalanza (1855-1905), deuxième directeur de l'annuaire de 1892 à 1904.
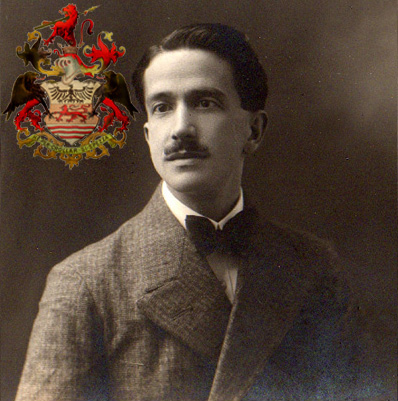
Aldo di Crollalanza (1883-?), troisième directeur de l'annuaire de 1904 à 1905.

### Récompenses
L'« Accademia italiana d'araldica », qui a publié la première série de l'Annuario della nobiltà Italiana et du Giornale Araldico Genealogico Diplomatico Italiano en 1879, a reçu le titre de « Regia » (Royal) en même temps que la fondation de l'Annuario della nobiltà italiana. La même Accademia italiana d'araldica a décidé à l'unanimité de décerner en 1896 la médaille d'or pour la recherche héraldique et généalogique à l'Annuario della nobiltà Italiana, alors édité par Goffredo di Crollalanza.

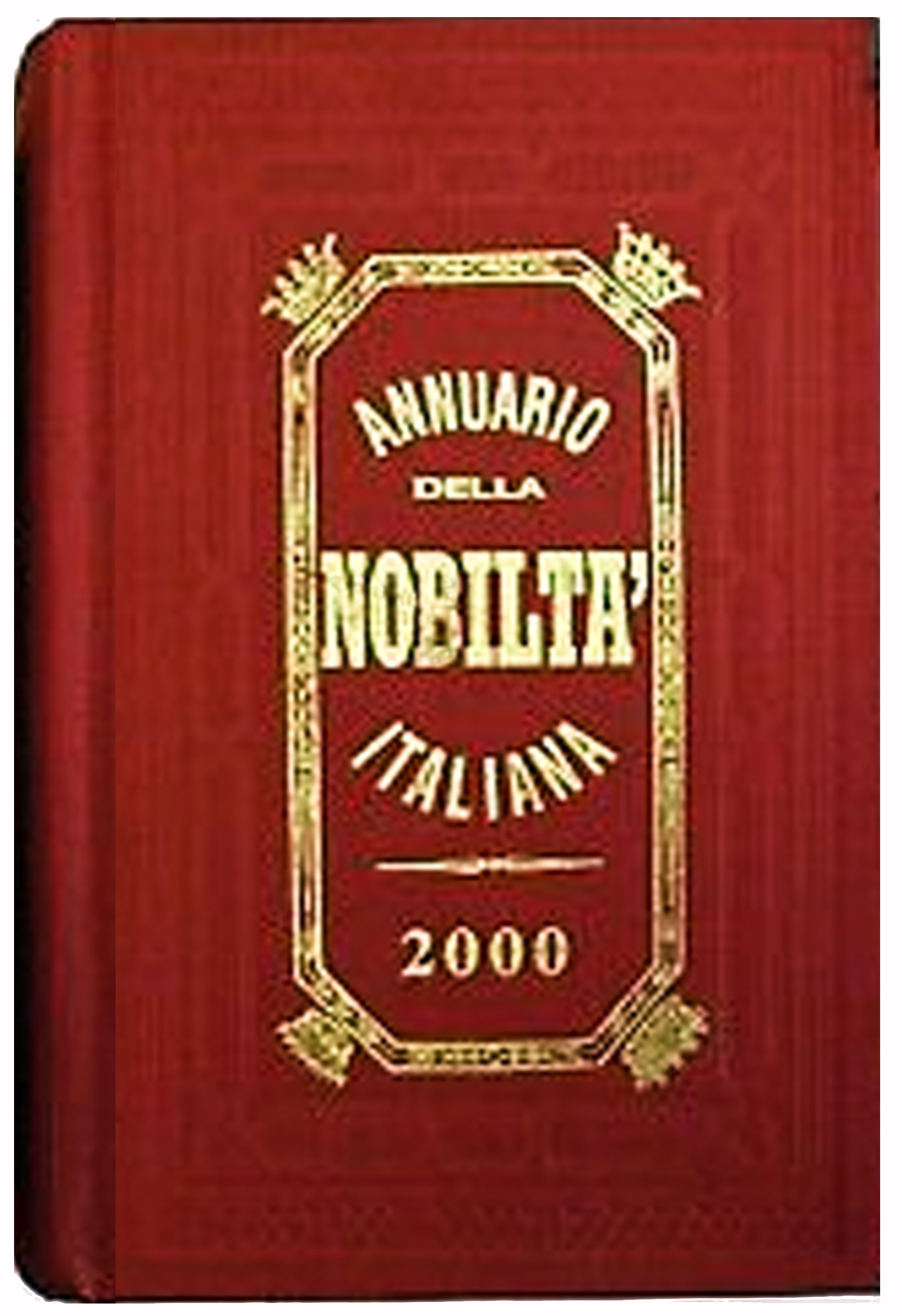
Couverture du premier volume de la deuxième série de l'«Annuaire de la noblesse italienne», 2000

## Deuxième série
En 1998, la nouvelle série de l'« Annuario » a été fondée à Milan par Andrea Borella (né en 1974), qui en est l'auteur et le directeur, avec la publication de la XXVIIIe édition, en deux volumes, d'abord par la maison d'édition S.A.G.I. (Società Araldica Genealogica Internazionale), puis par la « Fondation Annuario della nobiltà Italiana »,.
La deuxième série est née à l'initiative de certains membres de l'aristocratie également experts en recherche généalogique, tels que les marquis Gabrio Visconti di Sanvito et Antonio Toraldo, afin de combler le manque d'un répertoire périodique consacré à la généalogie des descendants de familles nobles, en combinant la collecte de données actuelles avec une activité très étendue et constante de recherche archivistique anagraphique et héraldique afin de récupérer des données biographiques, même des personnes décédées, comblant ainsi les lacunes généalogiques constatées dans la compilation des registres généalogiques et dans le recensement des familles traitées. 
Le comité scientifique de l'Annuaire a été reconstitué, composé d'experts en héraldique, en généalogie et en droit nobiliaire, ainsi que de représentants d'anciennes familles nobles italiennes telles que le comte Enzo Capasso delle Pastene e di Caprara, le prince Maurizio Gonzaga di Vescovado, le prince Carlo Marullo di Condojanni, le prince comte Manfredi Pio di Savoia, le comte Enrico Clerici, Sforza Marescotto des princes Ruspoli, le comte Ermelino Matarazzo di Licosa, le comte Carlo Pietro Zanardi Landi et bien d'autres encore.

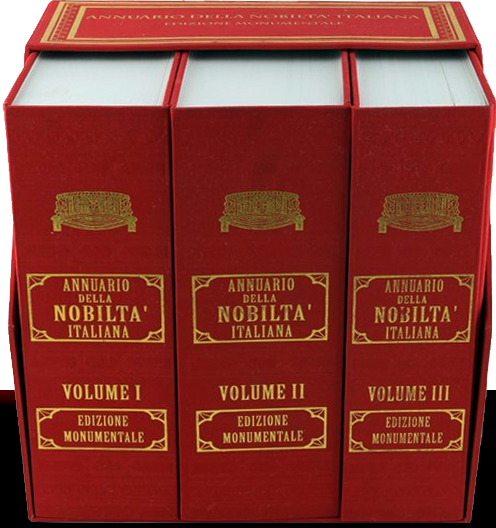
Les dos des trois volumes de la XXX édition de l'"Annuario della Nobiltà italiana", 2006.

La présidence d'honneur de la série a été assumée en janvier 2000 par Onda di Crollalanza, petite-fille de Goffredo et Aldo et arrière-petite-fille de Giovan Battista, jusqu'à sa mort (18 août 2007), puis par Araldo, demi-frère d'Onda (décédé le 29 novembre 2014). Le président actuel est le fils de ce dernier, Goffredo (né en 1974). L'objectif de la nouvelle série est d'archiver, de mettre à jour et de corriger les données registrales, généalogiques, historiques et biographiques recueillies par l'Annuario dans sa «base de données », afin de préserver la mémoire historique et généalogique des lignées issues de l'ancienne noblesse italienne.

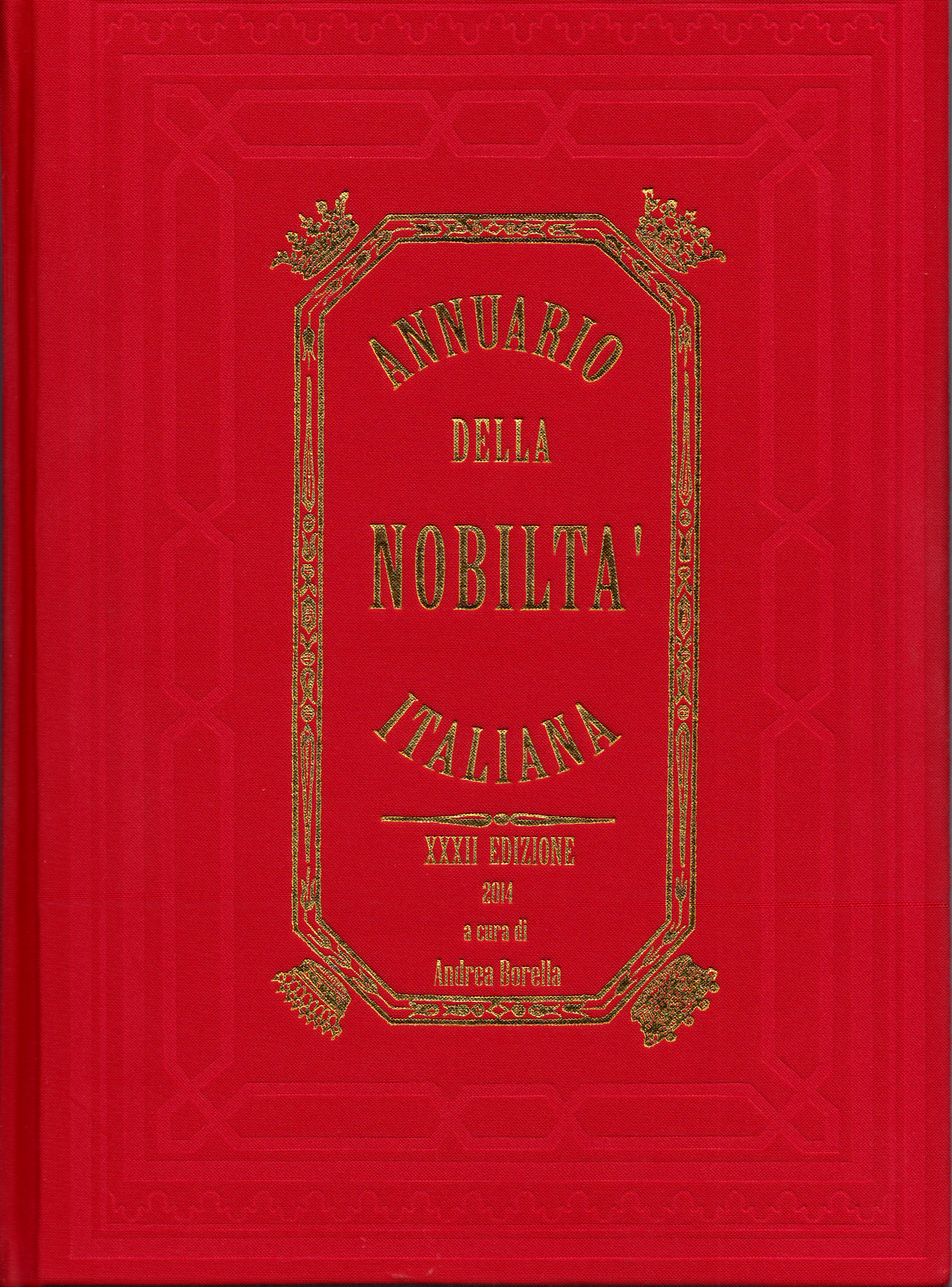
Page de couverture de la deuxième série de l'"Annuario della Nobiltà italiana", XXXIIe édition, Teglio, a2014, éditée par Andrea Borella

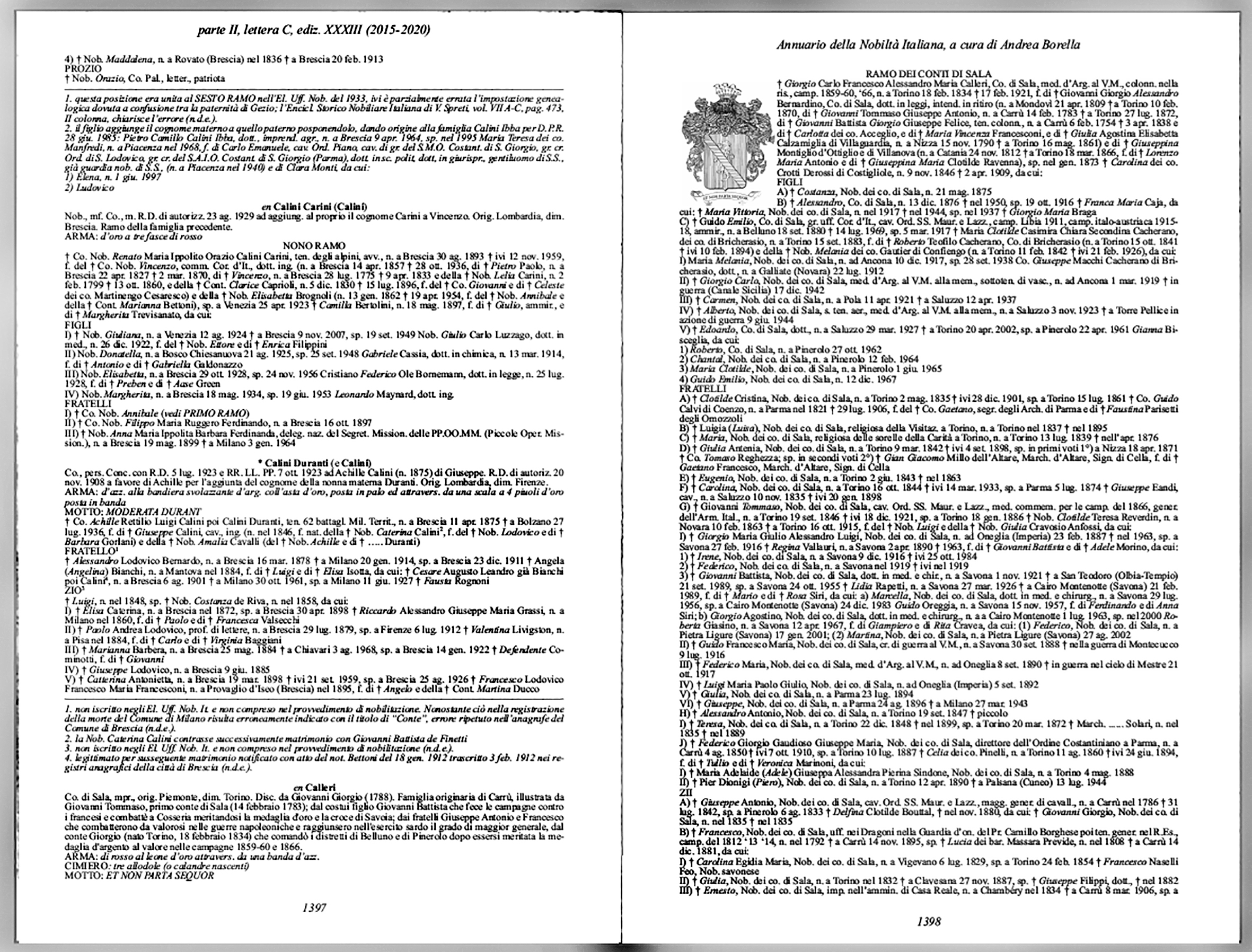
Pages intérieures de la deuxième série de l'"Annuario della Nobiltà italiana", XXXIIIe édition, Teglio, a2021, éditée par Andrea Borella.

La XXXe édition de 2006 et la XXXIe de 2007-2010 ont été présentées en présence du chef de la maison royale italienne déchu, Amedeo di Savoia.
La XXXIe édition (2007-2010) a été publié en quatre volumes en décembre 2010 à l'occasion du 150e anniversaire de l'unification de l'Italie et a reçu le prix Scudo d'Oro (italien : Scudo d'Oro) du Centre d'études héraldiques (italien : Centro per gli Studi Araldici). 
La XXXIIe édition, couvrant les années 2011-2014, a été publiée en décembre 2014 et présentée le 7 février 2015 à l'Athénée pontifical Regina Apostolorum et au Campidoglio, dans la salle de la Protomoteca. La XXXIIIe édition, couvrant les années 2015-2020, en deux volumes de 5851 pages plus des tableaux et un index, a été imprimée début 2021. Elle contient, outre les mises à jour généalogiques de plus de 11 000 familles, des documents inédits sur la succession dynastique dans les maisons détrônées de Savoie, Bourbon-Deux-Siciles, Bourbon-Parme et Habsbourg-Lorraine (ces dernières faisant l'objet d'un traité séparé).

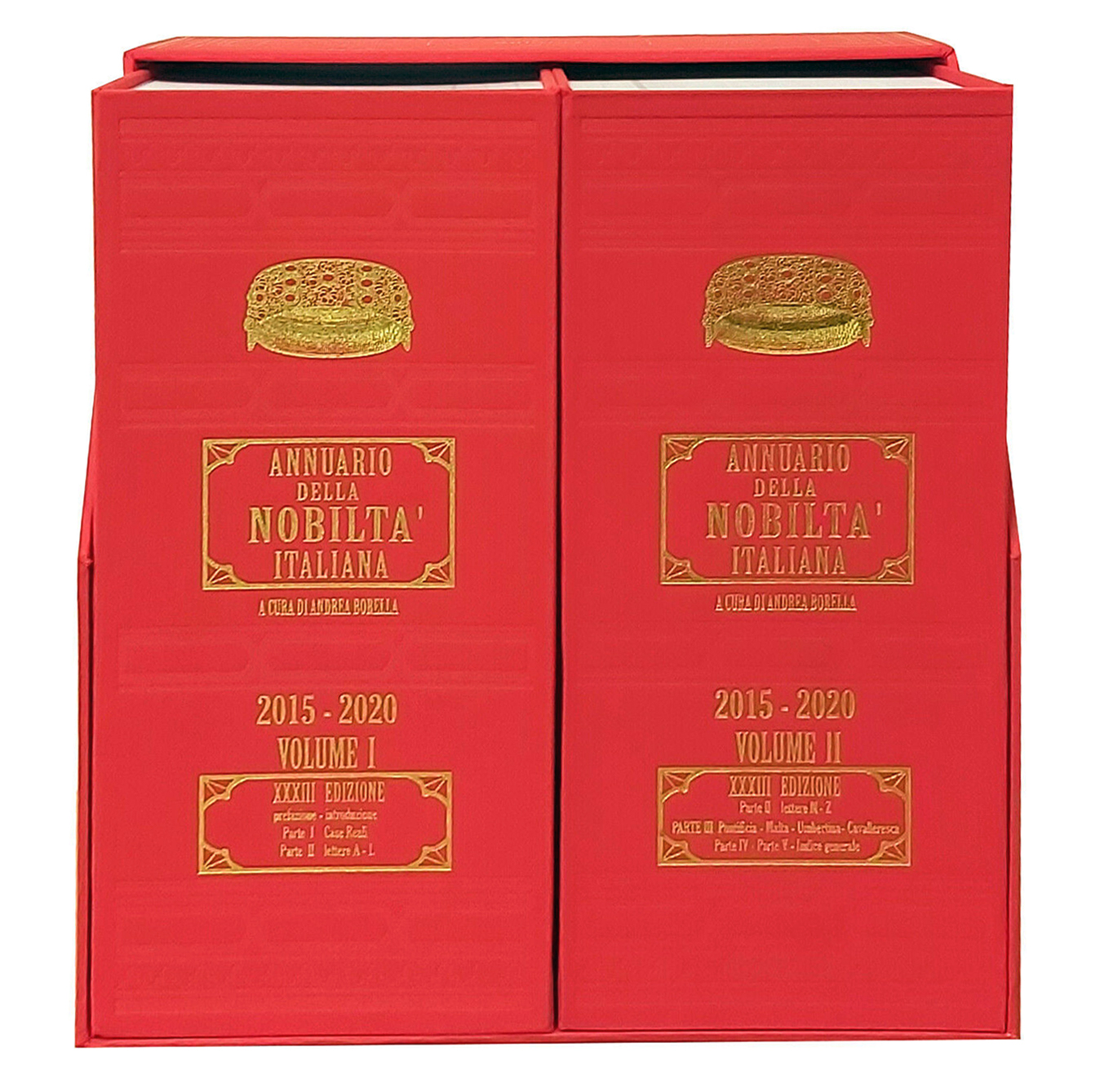
Dos de la XXXIIIe édition de l'"Annuario della Nobiltà italiana" 2015-2020.

### Subdivisions
Comme la première série, la deuxième série est divisée en parties. La deuxième série est initialement divisée en 7 parties principales, chacune contenant les registres des catégories de familles suivantes, classées selon les distinctions nobiliaires qu'elles ont acquises :
1. Papal et Collège sacré et Maisons royales, anciennement souveraines dans les États italiens pré-unitaires;
2. Les familles inscrites dans le Libro d'oro della nobiltà italiana (registre officiel) et dans les listes officielles de la noblesse de 1921 et 1936 (pour un total d'environ 12 000 familles);
3. Les familles dont la noblesse est reconnue par l'Ordre souverain militaire de Malte;
4. Les familles reconnues comme nobles avant l'unification de l'Italie, soit par le pape, soit par d'autres.
5. Les familles anciennes en possession d'un blason et jouissant de la vie « more nobilium »;
6. Les familles créées nobles, titrées ou patriciennes par la République de Saint-Marin ;
7. Les familles italiennes reconnues nobles par des souverains étrangers après 1948 ou qui ont reçu des armoiries à l'étranger.

Dans la XXXIe édition de 2007-2010, un critère de classification différent est appliqué:
1. Partie I (Volume I): familles déjà souveraines dans les anciens États italiens et la Maison royale d'Italie;
2. Partie II (Volumes I: A-G; II: H-Z): familles nobles inscrites dans les listes officielles du Royaume d'Italie (1861-1946), divisées en Volume I (noms de famille A-G) et Volume II (noms de famille H-Z);
3. Partie III (Volume III): familles nobles divisées en:
  - familles anoblies par les papes après 1870;
  - familles anoblies par le Grand Maître de l'Ordre souverain militaire de Malte ou admises dans cet ordre ;
  - familles anoblies par le roi déchu d'Italie Umberto II d'Italie après 1947
  - familles admises dans des ordres de chevalerie après l'effondrement du royaume d'Italie avec preuve de noblesse;
4. Partie IV (Volume III): familles décorées de la «noblesse généreuse» (possession d'un fief pendant deux siècles), principalement issues des États pré-unitaires, mais non reconnues par le royaume d'Italie et donc non incluses dans les parties précédentes;
5. Partie V (Volume IV): familles italiennes «notables», c'est-à-dire les lignées qui possédaient des armoiries et menaient une vie «plus noble», mais qui n'étaient pas officiellement reconnues comme nobles.

Dans la XXXIIIe édition des années 2015-2020, publiés en mars 2021, les traités de droit dynastique sur les maisons royales détrônées sont repris et enrichis, notamment grâce à la publication de documents inédits, en particulier pour les Habsbourg de Lorraine, de Savoie et de Bourbon. Cette édition est présentée à la Chambre des députés à Rome le 23 juin 2023.

### Récompenses
Parmi les nombreuses distinctions reçues de la part d'associations généalogiques et de maisons royales, la revue a reçu en 2011 le prix «Scudo d'oro» du "Centro di Studi araldici" pour la XXXIe édition de l'«Annuario della nobiltà italiana» (Annuaire de la noblesse italienne), publié à l'occasion du 150e anniversaire de l'unification de l'Italie.

## Galerie

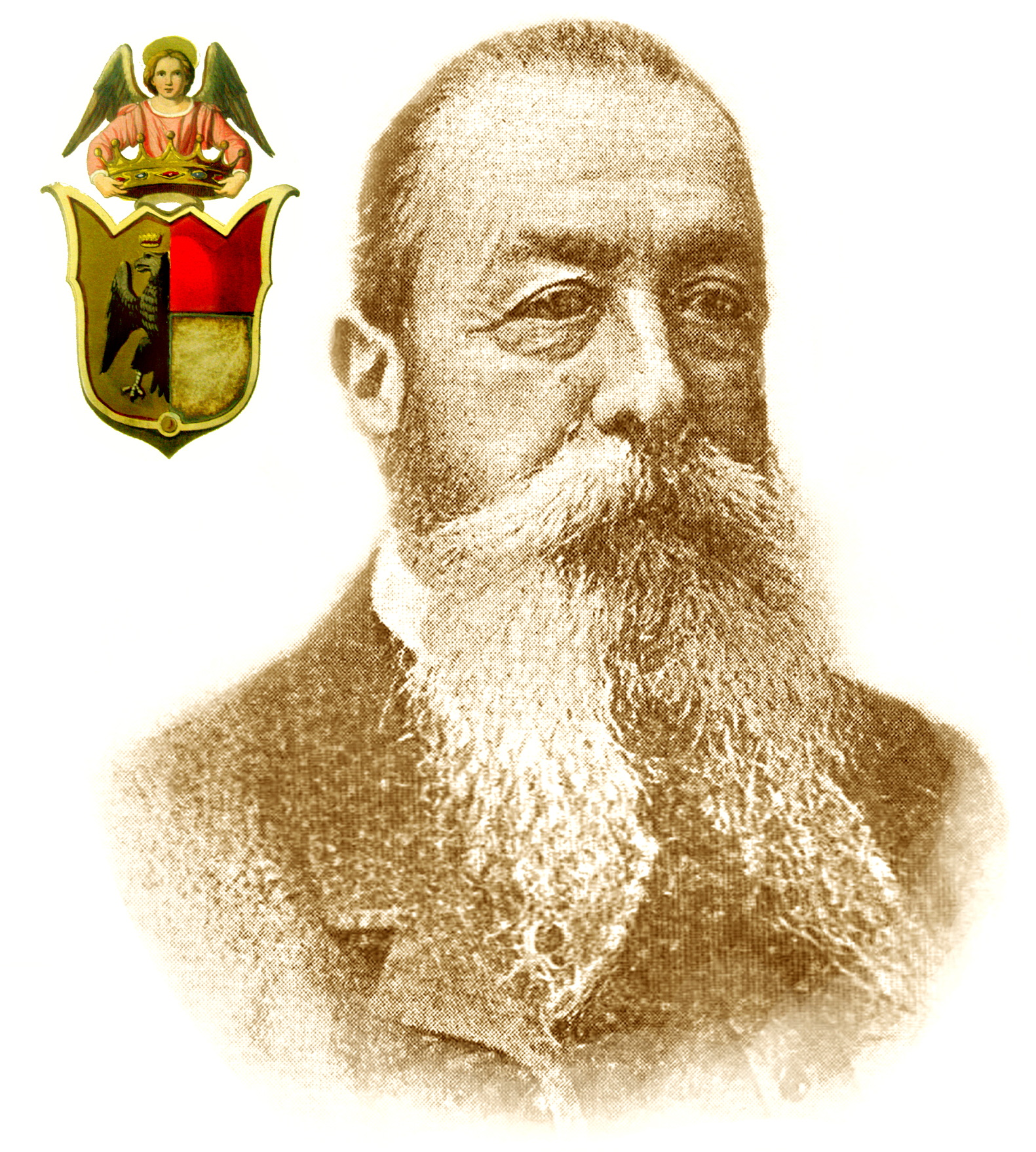
comte Walfredo della Gherardesca (1826-1892), deuxième président de l'« Annuario della nobiltà italiana » de 1888 à 1892.
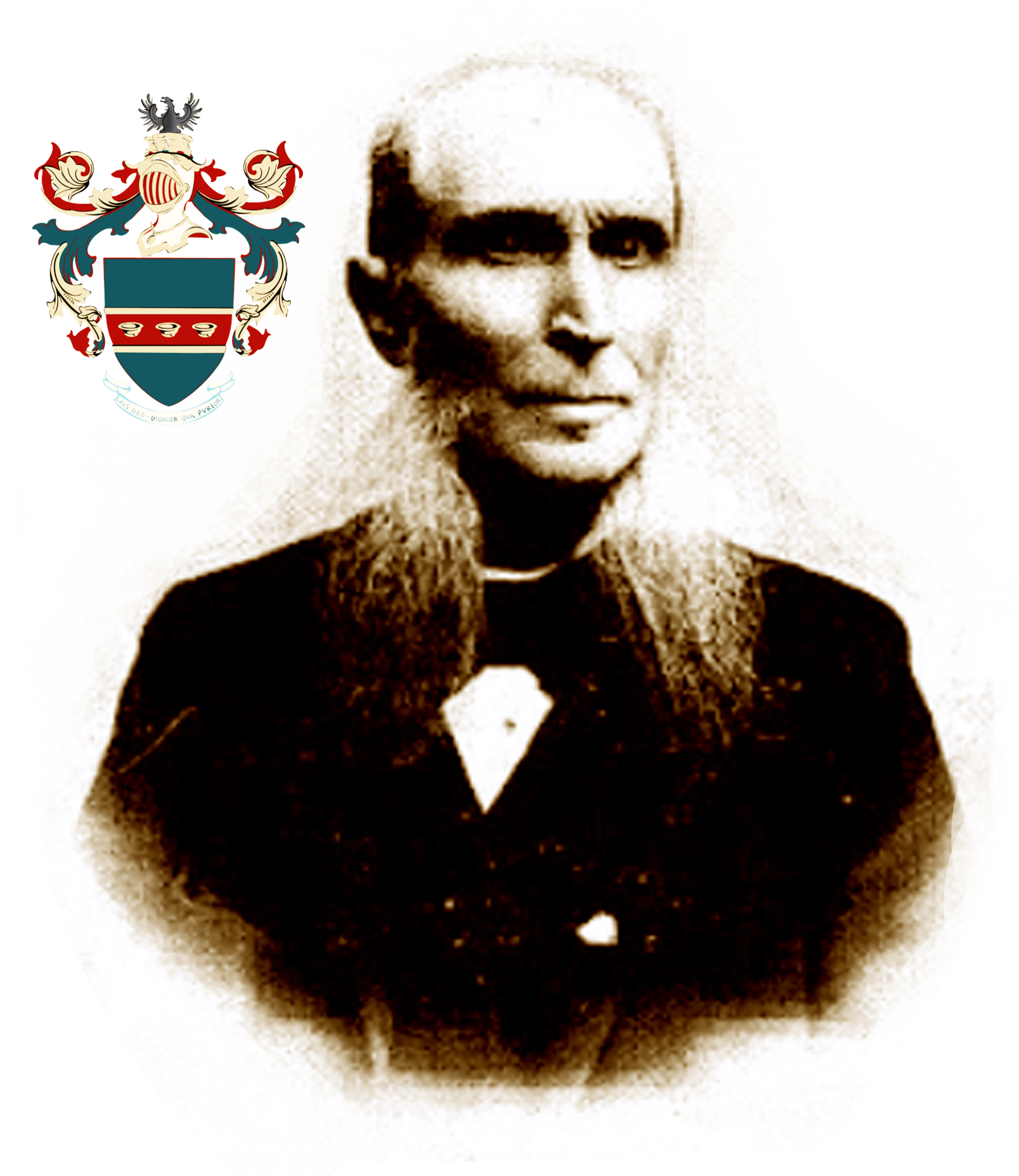
baron Filippo Bacile di Castiglione (1827-1911), premier vice-président de l'« Annuario della nobiltà italiana » de 1879 à 1905.
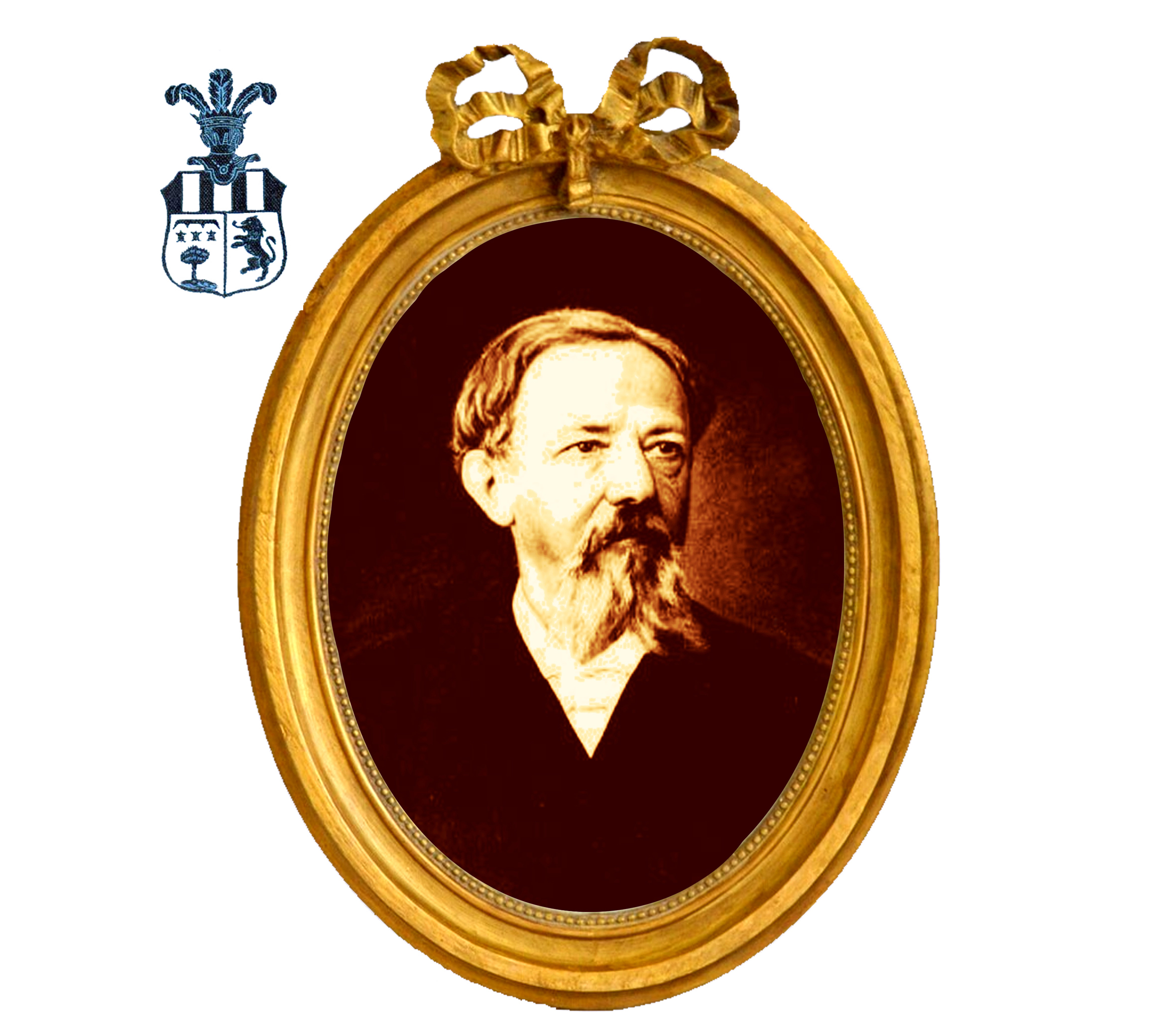
Felice Tribolati (1834-1898), deuxième vice-président de l'« Annuario della nobiltà italiana » de 1882 à 1898.
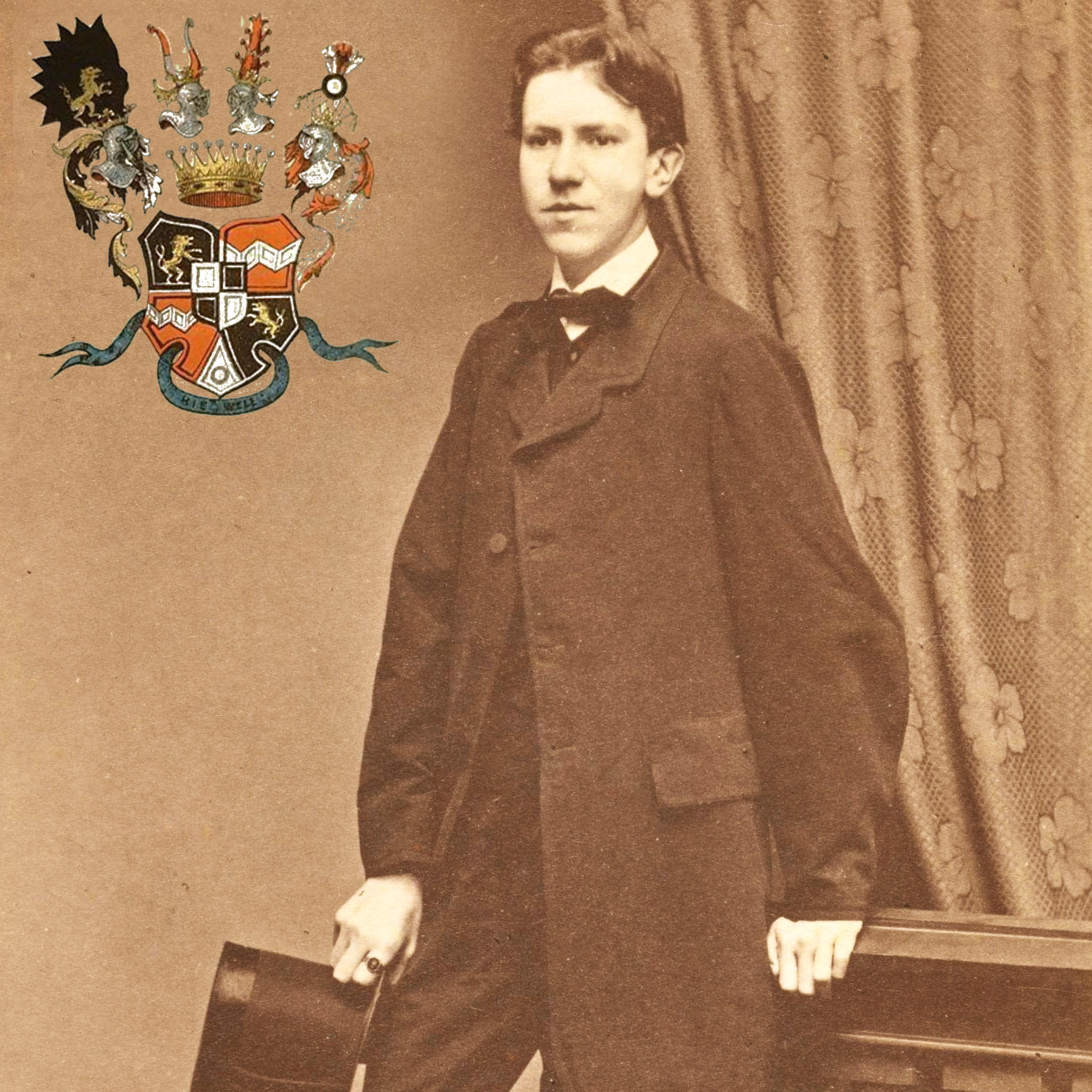
comte Enrico Welsperg, troisième vice-président de l'« Annuario della nobiltà italiana » de 1898 à 1905.
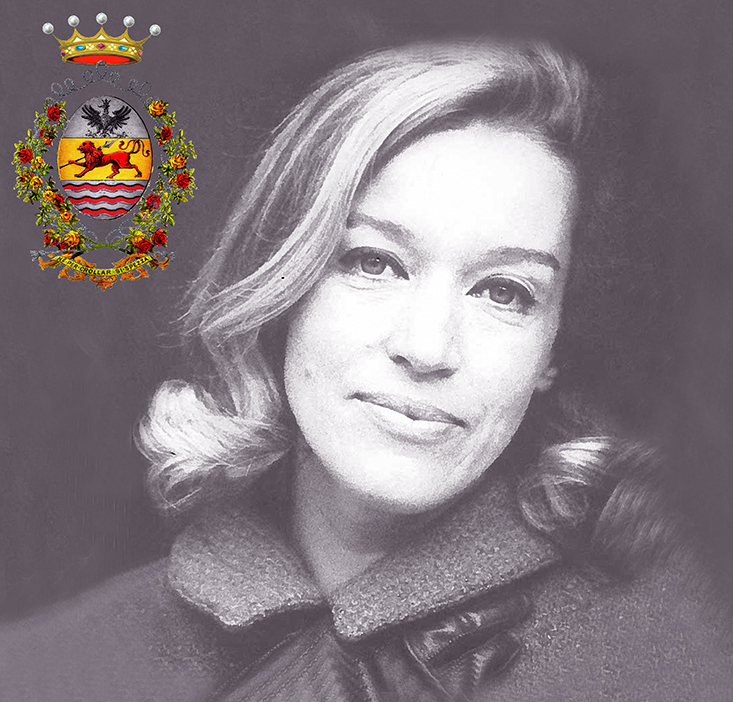
noble Onda di Crollalanza (1925-2006), présidente honoraire de l'« Annuario della nobiltà italiana » de 2000 à 2006.
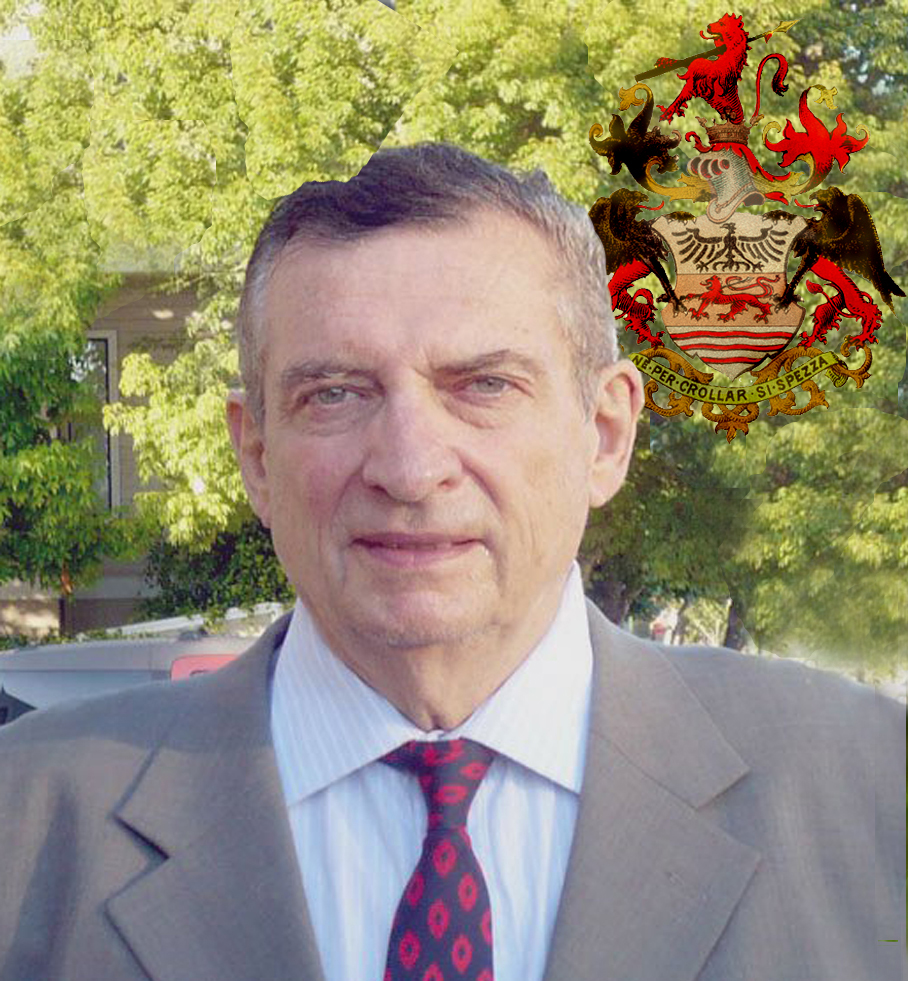
noble Araldo di Crollalanza (1935-2014), président honoraire de l'« Annuario della nobiltà italiana » de 2006 à 2014.